# 皮克雷爾萊克鎮區 (明尼蘇達州弗里伯恩縣)
皮克雷爾萊克鎮區（英語：Pickerel Lake Township）是位於美國明尼蘇達州弗里伯恩縣的一個行政鎮區。

## 地方資料
皮克雷爾萊克鎮區的面積為92.26平方千米，當中陸地面積為90.33平方千米，而水域面積為1.92平方千米。根據2020年美國人口普查的數據，當地共有人口643人，而人口密度為每平方千米6.97人。